# Marondera

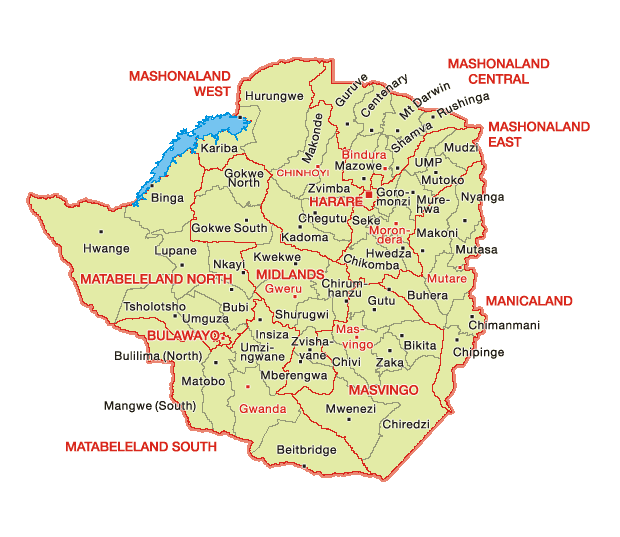
Distritos do Zimbabwe

Marondera é um distrito na província zimbabueana de Maxonalândia Oriental. Está localizado a sul de Goromonzi e Murehwa, a norte de Hwedza, tendo Seke a oeste e Chikomba a sudoeste; faz fronteira a leste com o distrito de Makoni da província de Manicalândia.
A cidade com o mesmo nome, localizada 72 km a leste de Harare, é a capital da província.